# C.-H. Hermansson
Carl-Henrik Hermansson, vanligen kallad C.-H. Hermansson, född 14 december 1917 i Bollnäs församling, Gävleborgs län, död 26 juli 2016 i Stockholm, var en svensk politiker (kommunist). Han var partiledare för Vänsterpartiet kommunisterna (VPK) 1964–1975 (fram till 1967 under namnet Sveriges kommunistiska parti, SKP) samt riksdagsledamot 1963–1985. 

## Biografi

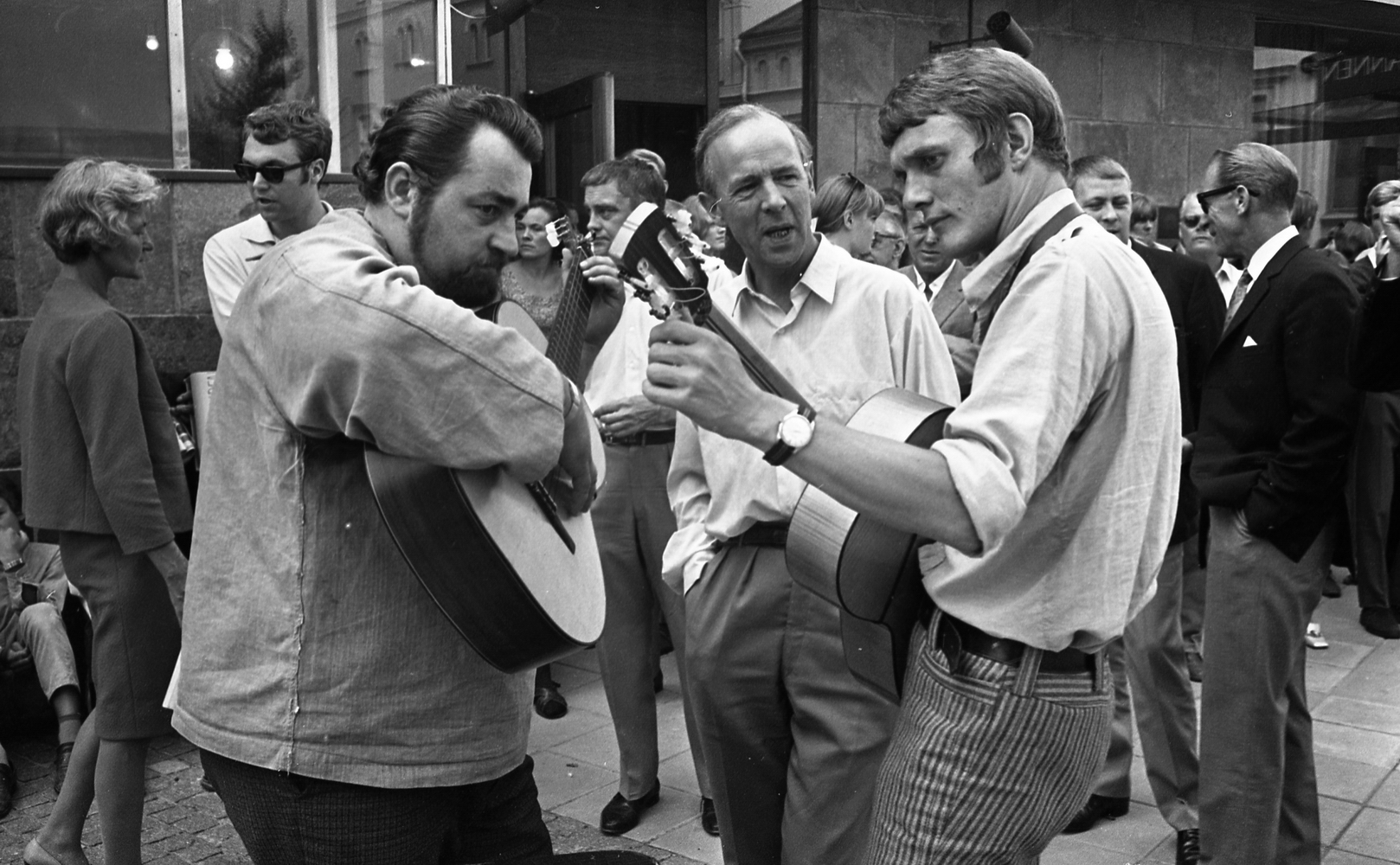
C.-H. Hermansson (mitten) under ett valmöte i Örebro 1968, tillsammans med Cornelis Vreeswijk (vänster).

Hermansson föddes i Bollnäs, där fadern försökte starta en skoaffär. När den gick i konkurs flyttade familjen först till Stockholm ett par år innan fadern blev handelsresande för en grosshandlarfirma. Familjen flyttade sedan till medelklassområdet Hasselbacken i Sundsvall där Hermansson hade sina barndoms- och uppväxtår. Han har själv beskrivit hur skotten i Ådalen 1931, och framförallt det stora efterföljande demonstrationståget i Sundsvall som han såg från klassrummets fönster som trettonåring, gjorde starkt intryck. Under gymnasietiden på 1930-talet upplevde han en polarisering och att nazismen och fascismen växte fram med skolkamrater som började bära koppel till sin klädsel i skolan. Han engagerade sig i socialistiska och socialdemokratiska föreningar, men det inleddes med engagemang och ordförandeskap i nykterhetsföreningen Sveriges studerande ungdoms helnykterhetsförbund.
Efter gymnasiet flyttade han till Stockholm för vidare akademiska studier. Han var intresserad av kultur och film, men eftersom film ännu inte studerades som en konstform inom akademien, började han studera litteratur och litteraturhistoria. Hermansson gick med i den socialistiska studentorganisationen Clarté och det politiska engagemanget ledde sedan in honom på studier i nationalekonomi och statskunskap. I Clarté lärde han känna sin framtida hustru Märta Katz, som flyttat upp från Göteborg för studier i medicin.
Medlemskapet i Clarté ledde till att han blev utesluten ur SSU och därför gick han över till Sveriges kommunistiska parti (SKP) 1941. Sedan han blivit pol. mag. anställdes han 1941 av tidningen Ny Dag och var dess chefredaktör 1959–1964.
Under sin tid i SKP:s ledning före Ungernrevolten var Hermansson, liksom hela partiet, lojal mot Sovjetunionen och dess ledning. Hermansson reste även till Josef Stalins begravning den 9 mars 1953 i Moskva, där han höll ett tal som han efteråt kom att ångra. 
Stalin är en av hela den mänskliga historiens största personligheter. Marxismen, den lära som Stalin behärskade med sådant mästerskap och som han vidareutvecklade till ett nytt och högre plan, förnekar ingalunda de stora personligheternas roll för historiens utveckling. Människor gör, understryker Marx, själva sin historia. De stora personligheterna spelar en betydelsefull roll i historien, men de blir stora endast om de förstår de föreliggande historiska förutsättningarna och vet hur man skall förändra dem. Stalin var en sådan stor historisk personlighet med den djupaste kunskapen om naturens och samhällets utvecklingslagar. Han förstod att ställa hela sin livsgärning i de framväxande, de progressiva, de oemotståndligt segrande krafternas tjänst. Därför blev hans liv så betydelsefullt för mänskligheten, därför blev han en gigant i den mänskliga utvecklingens historia. Att vara kommunist, det är att ha Lenin och Stalin till föredöme.
Stalin var en av alla tiders mest geniala vetenskapsmän. Han fortsatte Marx, Engels och Lenins verk, systematiserade, berikade och vidareutvecklade den under de nya betingelser som utvecklingen skapat.
Hermansson har kallat sitt ovannämnda uttalande för ”okunnigt och dumt”.
1964 valdes Hermansson till partiledare, vilket han var till 1975. 1967 bytte partiet namn till Vänsterpartiet Kommunisterna (VPK). Hermansson bidrog under sin verksamma period i partiets ledning och särskilt under sin tid som partiledare till att partiet skulle fjärma sig från Sovjetunionen och ansluta sig till eurokommunism. Han var "en av de få i partiledningen som kritiserade de sovjetiska övergreppen". På partikongressen 1967 deklarerades det att internationell solidaritet inte bara skulle begränsas till kommunistpartier, utan även innefatta alla rörelser, partier och grupper som i olika länder kämpar för fred, nationellt oberoende, frihet och socialism. Det betydde också samverkan med vänstersocialistiska och socialdemokratiska partier.
1968 tog Hermansson starkt avstånd från Warszawapaktens inmarsch i Tjeckoslovakien under Pragvåren. Han krävde omedelbart att Sveriges diplomatiska förbindelser med Sovjetunionen skulle frysas – något som gjorde honom ensam bland de svenska partiledarna. Två år senare hade Hermansson emellertid tonat ner kritiken, och VPK sände delegater till Tjeckoslovakien för att närvara vid en partikongress organiserad av den sovjetlojala regering som installerats efter invasionen. Hermansson förklarade att även om VPK fortfarande var kritiskt mot Warszawapaktländernas invasion, ville han "upprätthålla goda förbindelser" med Tjeckoslovakiens kommunistiska parti.
Trots det offentliga avståndstagandet från den sovjetiska ledningen vårdade VPK under Hermanssons partiledartid sina relationer med det sovjetiska kommunistpartiet. Hermansson uttalade den 27 januari 1981, i radioprogrammet Apropå, sin orientering österut:
"Här handlar det ju inte heller om att man skall sitta i ett litet land uppe i Norden och moralisera över utvecklingen i andra länder och säga att det där är bra, det där är dåligt. --- Man kan inte göra det, därför att det skulle vara att tillämpa, så att säga, svenska fördomar och svenska föreställningar på utvecklingen i hela världen. Det vore helt orimligt. Det är ju dock så att det pågår en politisk kamp i världen. Imperialismens krafter väjer inte för ett tredje världskrig och det är oerhört viktigt att se till att man är placerad i rätt kraftfält i den kampen."[källa behövs]
Markant i Hermanssons arbete var ett stort intresse för ekonomisk politik och de konkreta ägarförhållandena i det svenska näringslivet, något som han skriver om i boken Monopol och storfinans – de 15 familjerna från 1965. Han var också tidig med att förfäkta en bredare förståelse av klassbegreppet och betonade exempelvis att den växande gruppen offentliganställda var en del av arbetarklassen i bred bemärkelse, och att detta borde påverka vänsterns strategier och retorik.
Hermansson har blivit känd för uttrycket "Någon jävla ordning ska' det va’ i ett parti". Detta uttalande, som TV-sändes, fälldes i ett tal på en partikongress 1969 med anledning av all splittring och internt bråk inom partiet. Eftersom det vid denna tid var ytterst ovanligt att någon svor i TV har uttrycket "någon jävla ordning" närmast blivit bevingat.

## Privatliv
Hermansson var gift från 1941 med Märta Katz, född 1916, till hennes död 2001. De hade två döttrar och bodde på Gärdet i Stockholm. Märta Katz var brorsdotter till Aron Katz, en förmögen textilfabrikör och handlare från Göteborg. Det ledde till att han fick smeknamnet "rike Herman", andra smeknamn i början på karriären som rikspolitiker var röde Herman och hemske Herman.
Hermansson avled den 26 juli 2016, 98 år gammal i sitt hem på Gärdet i Stockholm, där han bott sedan 1960-talet. Han är begravd på Skogskyrkogården i Stockholm.